# Сен-Латье
Сен-Латье (фр. Saint-Lattier) — коммуна во Франции, находится в регионе Рона — Альпы. Департамент коммуны — Изер. Входит в состав кантона Сюд-Грезиводан. Округ коммуны — Гренобль.
Код INSEE коммуны — 38410. Население коммуны на 2012 год составляло 1270 человек. Населённый пункт находится на высоте от 144  до 406  метров над уровнем моря. Муниципалитет расположен на расстоянии около 480 км юго-восточнее Парижа, 80 км южнее Лиона, 45 км западнее Гренобля. Мэр коммуны — M. Raymond Payen, мандат действует на протяжении 2014—2020 гг.

## Население
В коммуне в 2012 году проживало 1270 человек, из них 19,0 % младше 14 лет, 12,6 % — от 15 до 29 лет, 17,8 % — от 30 до 44, 24,3 % — от 45 до 59 лет, 26,2 % старше 60.
Динамика населения (INSEE):

## Экономика
Средний декларируемый годовой доход в коммуне: 19 901,1 евро. В 2012 году из 802 человек трудоспособного возраста (от 15 до 64 лет) 599 были экономически активными, 203 — неактивными (показатель активности 74,6 %, в 2007 году — 75,9 %). Из 599 активных трудоспособных жителей работали 555 человек (300 мужчины и 255 женщин), 44 числились безработными. Среди 203 трудоспособных неактивных граждан 65 были учениками либо студентами, 89 — пенсионерами, а ещё 50 — были неактивны в силу других причин. В коммуне проживает 562 человек старше 15 лет, имеющих работу, причём только 18,7 % из них работает в коммуне, 26,8 % на территории департамента Изер, а 53,1 % населения работает за пределами департамента.